# Koninklijke Sportkring Beveren
El Koninklijke Sportkring Beveren fou un equip de futbol belga de la ciutat de Beveren.

## Història
Els orígens del club es remunten al Standaard Club Beveren (1921) fusionat amb el F.C. Amical i desaparegut el 1931. Tres anys més tard, futbolistes d'aquest club creen el SK Beveren. L'evolució del nom ha estat la següent:
- 1934: Voetbalclub Sportkring Beveren
- 1935: Sportkring Beveren-Waes
- 1978: Sportkring Beveren
- 1984: Koninklijke Sportkring Beveren

El club es va dissoldre el juny de 2010 per unir-se al KV Red Star Waasland, esdevenint KV Red Star Waasland-Beveren.

## Palmarès
- Lliga belga de futbol (2):
  - 1978-79, 1983-84
- Segona divisió belga de futbol (4):
  - 1966-67, 1972-73, 1990-91, 1996-97
- Copa belga de futbol (2):
  - 1977-78, 1982-83
- Supercopa belga de futbol (1):
  - 1984

## Futbolistes destacats
| - Marc Baecke - Geert De Vlieger - Filip De Wilde - Jean Janssens - Paul Lambrichts - Erwin Lemmens - Dominique Lemoine - Ronny Martens - Tristan Peersman - Jean Marie Pfaff - Benoît Thans - Stéphane Van Der Heyden - Wilfried Van Moer - Roberto Giacomi - Krunoslav Jurčić - Liam Chilvers | - Steven Sidwell - David Fairclough - John Halls - Graham Stack - Arthur Boka - Copa - Emmanuel Eboué - Gervinho - Igor Lolo - Mahan - Marco Né - Romaric - Yaya Touré - Gilles Yapi Yapo - Zezeto | - Igors Stepanovs - Tomas Danilevičius - Mama Dissa - Khalid Fouhami - Wim Hofkens - Edwin Van Ankeren - Peter Van Vossen - Eric Viscaal - Chidi Nwanu - Peter Rufai - Marek Kusto - Marcin Żewłakow - Michał Żewłakow - Sašo Udovič - Kuami Agboh |

## Entrenadors destacats
- 1960s:  Guy Thys
- 1980s:  Urbain Braems